# Casco de realidad virtual

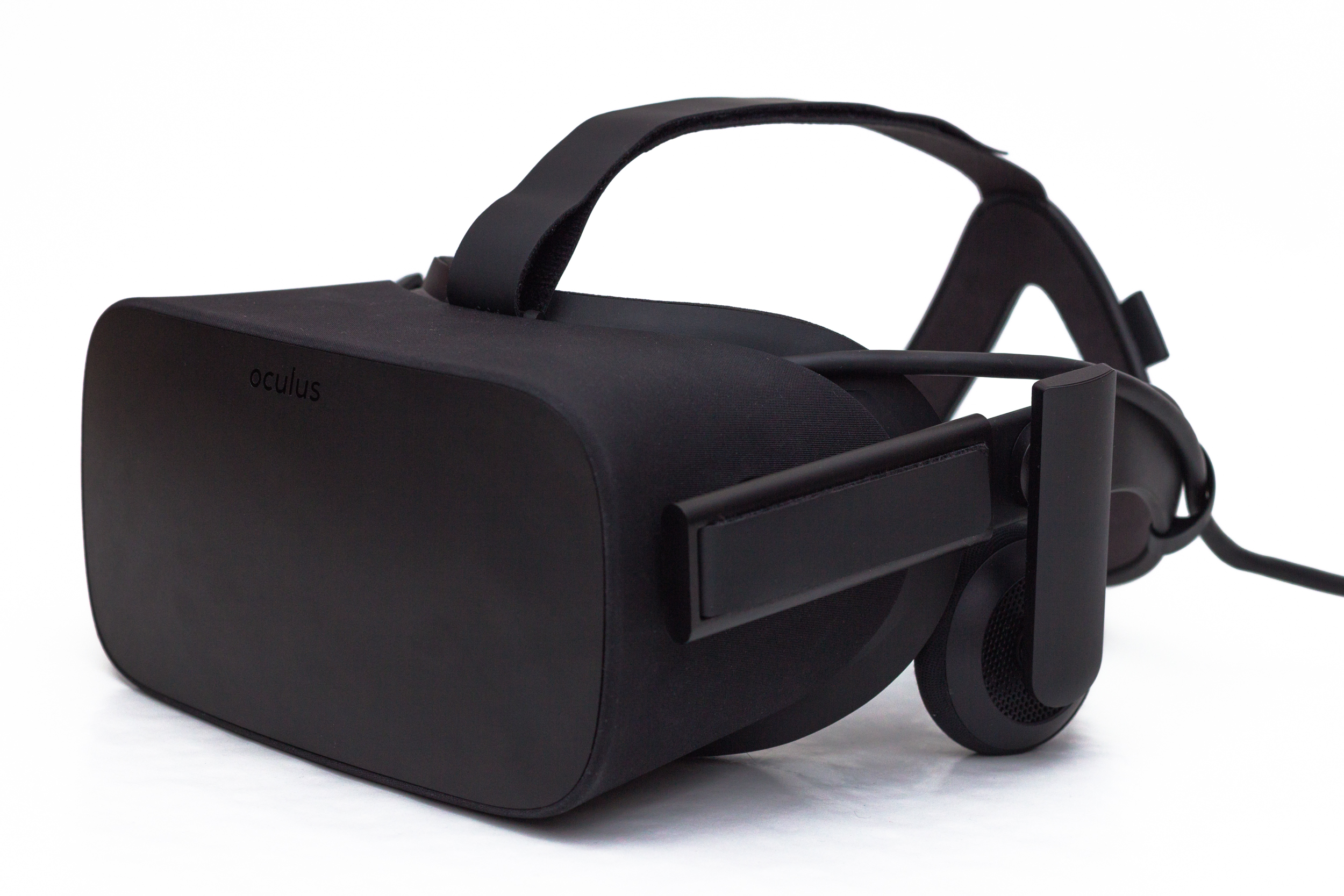
Un visor típico de realidad virtual.

Un casco de realidad virtual, también llamado gafas de realidad virtual, visor de realidad virtual o HMD (del inglés head-mounted display), es un dispositivo de visualización similar a un casco, que permite reproducir imágenes creadas por ordenador sobre una pantalla muy cercana a los ojos o proyectando la imagen directamente sobre la retina de los ojos. En este segundo caso el casco de realidad virtual recibe el nombre de monitor virtual de retina.
Debido a su proximidad con los ojos, el casco de realidad virtual consigue que las imágenes visualizadas resulten mucho mayores que las percibidas por pantallas normales, y permiten incluso englobar todo el campo de visión del usuario.
Gracias a que el casco se encuentra sujeto a la cabeza, este puede seguir los movimientos del usuario.

## Historia
El Sega VR, anunciado en 1991 y visto a principios de 1993 en el Winter CES, nunca fue lanzado. Uno de los primeros cascos VR, el Forte VFX1, se anunció en CES en 1994. El VFX-1 tiene pantallas estereoscópicas, seguimiento de cabeza de 3 ejes y auriculares estéreo. Sony, otro pionero, lanzó el Glasstron en 1997, que tiene un sensor de posición opcional, que permite al usuario ver los alrededores, con la perspectiva en movimiento a medida que su cabeza se mueve, dando una profunda sensación de inmersión. Estos cascos VR dieron a los jugadores de MechWarrior 2 una nueva perspectiva visual de ver el campo de batalla desde el interior de la cabina de su nave. Sin embargo, estos primeros cascos fallaron comercialmente debido a su tecnología limitada y fueron descritos por John Carmack como "mirando a través de los tubos de papel higiénico".
En 2012, comenzó una campaña de micromecenazgo para unos cascos VR conocidos como Oculus Rift; El proyecto fue liderado por varios desarrolladores prominentes de videojuegos, incluido Carmack, que luego se convirtió en el CTO de la compañía. En marzo de 2014, la empresa matriz del proyecto Oculus VR fue adquirida por Facebook por $ 2 mil millones. El lanzamiento final orientado al consumidor de Oculus Rift comenzó a enviarse el 28 de marzo de 2016.
En marzo de 2014, Sony presentó un prototipo de casco para PlayStation 4, que más tarde se denominó PlayStation VR. En 2014, Valve presentó algunos prototipos de cascos, que condujeron a una asociación con HTC para producir el Vive, que se centra en entornos de realidad virtual "escala de habitación" con los que los usuarios pueden navegar e interactuar de forma natural. HTC Vive fue lanzado en abril de 2016 y PlayStation VR en octubre de 2016.
Los cascos y visores de realidad virtual también se han diseñado para teléfonos inteligentes. A diferencia de los cascos con pantallas integradas, estas unidades son esencialmente cajas en las que se puede insertar un teléfono inteligente. El contenido de realidad virtual se ve desde la pantalla del dispositivo a través de lentes que actúan como un estereoscopio, en lugar de usar pantallas internas dedicadas. Google lanzó una serie de especificaciones y kits de bricolaje asociados para visores de realidad virtual conocidos como Google Cardboard; estos visores pueden construirse utilizando materiales de bajo costo, como el cartón (de ahí el nombre). Samsung Electronics se asoció con Oculus VR para desarrollar conjuntamente el Samsung Gear VR (que solo es compatible con dispositivos Samsung Galaxy recientes), mientras que LG Electronics desarrolló un casco con pantallas dedicadas para su teléfono inteligente LG G5 conocido como LG 360 VR. Los fabricantes de hardware asiáticos como Xion y Kolke han desarrollado cascos de realidad virtual de bajo costo. En 2017, la compañía china Tencent anunció que se estaba preparando para lanzar su casco de realidad virtual ese año.

## Tipos

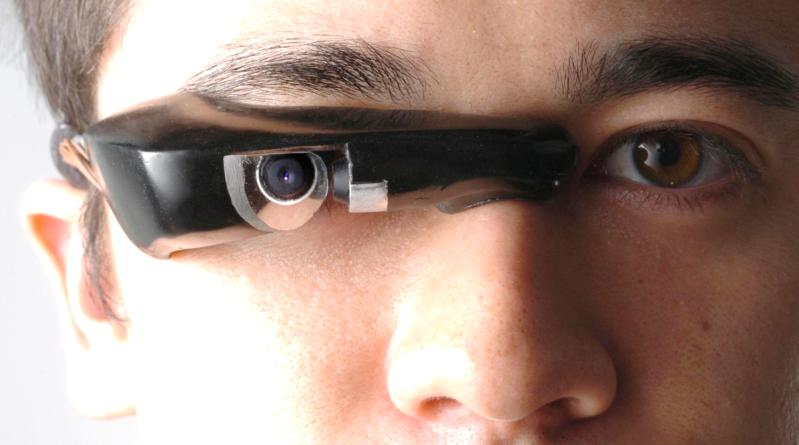
HMD monocular.

Según reproduzcan las imágenes sobre un ojo o sobre los dos, los HMD pueden ser:
- Monocular: las imágenes solo se reproducen sobre un ojo. Técnicamente es un HMD pero no es para realidad virtual. Es el caso de las Google Glass.
- Binocular: las imágenes se reproducen sobre los dos ojos, obteniendo así una imagen estereoscópica.

Por otro lado, cabe distinguir también:
- Cascos o gafas de realidad virtual: ocupan el campo de visión del usuario de modo que no tiene percepción del entorno que lo rodea, permitiendo así la completa inmersión de este en una realidad virtual, ya que solo percibirá las imágenes creadas por ordenador y reproducidas sobre la pantalla. Las gafas de realidad virtual constan de una pantalla que abarca todo el espectro visual generando dos imágenes distintas para cada ojo lo que reporta un Digital 3D o un efecto 3D, es decir, el espectador observa elementos tridimensionales. Los modelos más recientes usan cámaras incorporadas para permitir al usuario posicionarse en el entorno virtual de la simulación.[19]

- Cascos o gafas de realidad aumentada o realidad mixta: conocidos también como HMD óptico (u OHMD) permiten al usuario ver todo el entorno que lo rodea e introducen en este objetos virtuales o información, produciendo así lo que se conoce como realidad aumentada o realidad mixta. Dentro de esta categoría se incluyen las gafas inteligentes, cuyo principal uso es mostrar información disponible para los usuarios de teléfonos inteligentes sin utilizar las manos.La realidad mixta produce una fusión del mundo real con el mundo virtual, donde los objetos se relacionan entre sí ya sean reales o virtuales. El consumidor puede, por ejemplo, coger una herramienta ficticia y tirarla hacia un lugar u objeto real, como una pared, y este objeto ficticio actuará como si fuese real. La realidad mixta aborda dos dimensiones bien diferencias, por un lado la calidad de imagen y por otro el efecto de sumersión  que consigue el usuario.[20]

Por último, según su operatividad, se pueden distinguir:
- Gafas de realidad virtual móvil: realmente son carcasas, que no tienen pantalla propia ni procesador sino que están preparadas para albergar un teléfono móvil, en el cual se reproducirán las imágenes. Ejemplos: Gear VR de Samsung, Cardboard de Google, y muchas otras de distintos fabricantes.
- Gafas de realidad virtual sin procesador: incluyen pantalla propia y sensores pero se conectan a un aparato externo (típicamente un ordenador personal) para recibir las imágenes. Ejemplos: Oculus Rift, PlayStation VR, HTC Vive...
- Gafas de realidad virtual autónomas: son las que incluyen todos los componentes necesarios, como la carcasa, pantalla, sensores y procesador. Ejemplo: Microsoft Hololens, Oculus Quest, Oculus Quest 2 , HTC Cosmos y otras en desarrollo como las Project Alloy de Intel, las Daydream Standalone de Qualcomm y Google, o las Exynos VR de Samsung.

## Modelos
- Cascos o gafas
  - Gafas con pantalla incorporada (Rift, Playstation RV, HoloLens, VIve, StarVR, FOVE VR, Meta Quest)
  - Carcasas o gafas de RV móvil (Gear VR, Daydream View, Cardboard, Caracasas de plástico y otros materiales)
  - Modelos antiguos (Virtual Boy, Forte VFX1, eMagin Z800 3DVisor)
- Sensores de posición
- Controladores (Leap Motion, STEM System, PrioVR, Gloveone, PowerClaw)
- Otros periféricos (Virtuix Omni, Cyberith Virtualizar)
- Otros sistemas (Sistema CAVE)

## Características
Existen varios conceptos clave en la tecnología que emplean los cascos de realidad virtual. Entre ellos podemos destacar:
- Resolución de pantalla: es un parámetro muy importante pues de ella depende mayormente la definición de la imagen percibida por el usuario del HMD. Una resolución típica a día de hoy (principios de 2016) son los 1080x1200 píxeles para cada ojo del Oculus Rift y del HTC Vive.
- Campo de visión: es la amplitud del campo visual del usuario que es ocupada por la imagen virtual. Cuanto mayor sea, mejor será la sensación de inmersión. El Oculus Rift DK2 por ejemplo ofrece un campo de visión de 100º.
- Latencia de seguimiento: es el tiempo que transcurre entre momento en que el usuario mueve su cabeza y aquel en el que la imagen mostrada se reajusta a ese movimiento. Los fabricantes intentan reducirla al mínimo pues una excesiva latencia puede producir mareos en los usuarios, además de un menor realismo. PlaySation VR registra a una latencia de 18 ms.
- Refresco de pantalla: el número de imágenes mostradas por segundo. A partir de 60 Hz se considera un buen ratio. Así por ejemplo, el visor HTC Vive Pre y el Oculus Rift CV1 funcionan a 90 Hz, mientras el PlayStation VR alcanza los 120 Hz.
- Seguimiento de orientación: mediante sensores internos (giroscopio, acelerómetro, magnetómetro) el HMD detecta hacia dónde está orientada la cabeza del usuario.
- Seguimiento de posición: también conocido como posicionamiento absoluto, se logra mediante un sensor, normalmente externo a las propias gafas, que detecta dónde está situada exactamente la cabeza del usuario y cualquier cambio que se produzca en esa posición. Es una característica que solo incorporan los HMD más avanzados.
- Seguimiento ocular: mediante unos sensores infrarrojos dentro del casco se captan los movimientos del ojo. Esto permite cosas como replicar los movimientos de tus ojos en tu avatar virtual, o provocar reacciones de otros personajes según la manera en la que los miras. Pionero de esta funcionalidad es el modelo FOVE VR.
- Visión estereoscópica: característica presente en casi todos los aparatos de realidad virtual, que mostrando una imagen ligeramente diferente a cada ojo permite visualizar el entorno en tres dimensiones.
- Efecto rejilla: es un efecto visual que sucede en pantallas cuando las líneas que separan los píxeles de la misma se vuelven visibles en la imagen proyectada. El resultado es similar al de mirar a través de una tela anti mosquitos. Es un efecto frecuente en visores de realidad virtual no suficientemente avanzados.